# Danska Australiska Fotbollsligan
Danska Australiska Fotbollsliga (danska: Dansk Australsk Fodbold Liga, DAFL) är en australisk fotbollsliga i Danmark. Tävlingen äger rum årligen och det finns för närvarande sex klubbar i ligan, i både Danmark och Sverige. Invigningssäsongen var i maj 1989.

## Klubbar
| Klub                        | Stad        | Land    |
| --------------------------- | ----------- | ------- |
| Copenhagen Crocs            | Köpenhamn   | Danmark |
| Farum Cats                  | Farum       | Danmark |
| Helsingborg Saints          | Helsingborg | Sverige |
| Jutland Shinboners          | Aalborg     | Danmark |
| North Copenhagen Barracudas | Köpenhamn   | Danmark |
| Port Malmö Maulers          | Malmö       | Sverige |